# Bob Crane
Robert „Bob“ Edward Crane (* 13. Juli 1928 in Waterbury, Connecticut; † 29. Juni 1978 in Scottsdale, Arizona) war ein US-amerikanischer Schauspieler. In Deutschland wurde er mit der Hauptrolle in der Serie Ein Käfig voller Helden bekannt.

## Leben
Bob Crane wurde als jüngster Sohn der Familie geboren. In der Schule lag ihm die Rolle des Clowns sehr. In der Musik fand er seine zweite Leidenschaft und spielte in einer Band als Schlagzeuger. Nachdem er die High School abgebrochen hatte, wollte er zunächst diese Leidenschaft verwirklichen und begann, als Schlagzeuger beim Connecticut Symphonie-Orchester zu spielen. Nach einem Jahr wurde er entlassen, da er dieser Tätigkeit nicht ernsthaft genug nachging. 1949 heiratete er Ann Terzian, seine High-School-Liebe. Mit ihr hatte er drei Kinder: Bob jr., Deborah und Karen.
1956 zog die Familie Crane nach Kalifornien um. Dort erhielt Crane eine Anstellung als Radiomoderator bei KNX Radio und wurde zum Star. Es folgten Rollen in mehreren Fernsehserien. Von 1963 bis 1965 spielte er in der Serie Mutter ist die Allerbeste mit. 1965 nahm er die Rolle des Colonel Robert Hogan in der Serie Ein Käfig voller Helden an. Dabei lernte er Patricia Olson kennen, die unter dem Künstlernamen Sigrid Valdis die Sekretärin von Oberst Klink in Ein Käfig voller Helden darstellte, und trennte sich nach 20 Jahren Ehe von seiner Frau. Crane und Valdis heirateten im Oktober 1970. Sie trennten sich 1977, ließen sich aber nicht scheiden und versöhnten sich 1978 wieder. Aus der Beziehung ging der Sohn Robert Scott Crane hervor.

## Ermordung

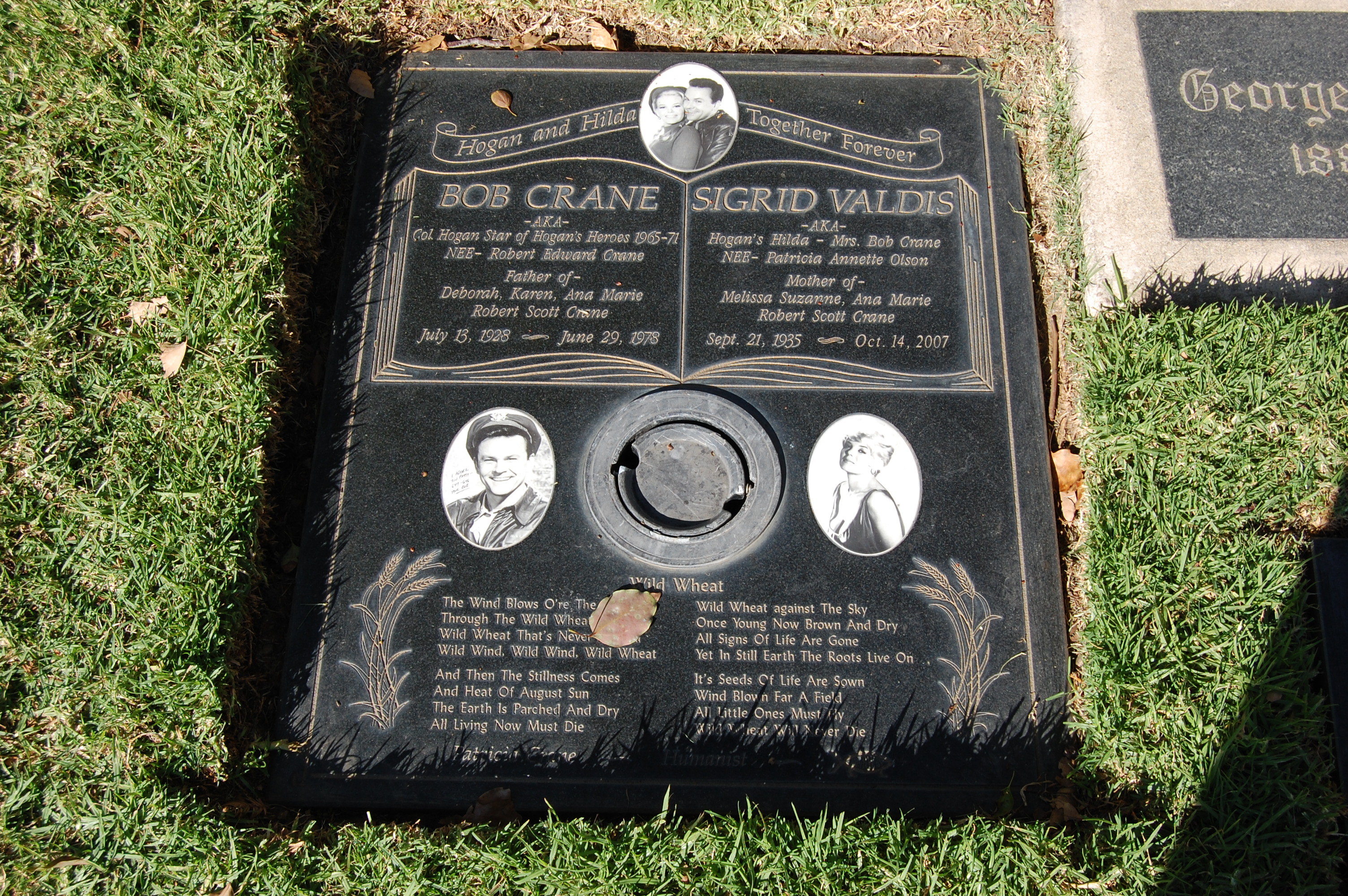
Grab von Crane und Valdis auf dem Westwood Village Memorial Park Cemetery

Das Image des Frauenhelden pflegte Crane nicht nur in Ein Käfig voller Helden, sondern auch im wirklichen Leben. Dies wurde ihm vermutlich zum Verhängnis. 
Bob Crane wurde am 29. Juni 1978 tot in seinem Apartment im Winfield Place aufgefunden. Wahrscheinlich wurde ihm mit einem Kamerastativ der Schädel eingeschlagen, zudem war ein Kabel um den Hals des Leichnams geschlungen. Sein bester Freund John Henry Carpenter wurde unter Mordverdacht festgenommen.
Als Motiv nannte die Staatsanwaltschaft „Frauengeschichten“. Carpenter und Crane waren dem weiblichen Geschlecht sehr zugetan. Im Apartment des Ermordeten wurde eine professionelle Kamera-Ausrüstung sowie im weiteren Verlauf mehrere Hundert Video-Aufnahmen, welche Crane und seine vielen weiblichen Bekanntschaften während des Geschlechtsverkehrs zeigen, gefunden. Bob Crane, welcher seit langem als sexsüchtig galt, hatte am Vorabend seines Todes die Freundschaft zu Carpenter beendet. Laut Aussage seines Sohnes hat er dies mit der Begründung getan, dass Carpenter keinen guten Einfluss auf ihn hatte. Gegen Carpenter wurde zweimal ermittelt, beim zweiten Verfahren wurde dieser schließlich aus Mangel an Beweisen freigesprochen. Der Mord gilt nicht zuletzt als unaufgeklärt, weil die Mordwaffe (Kamerastativ) nie gefunden wurde und da es zu dieser Zeit noch keine DNA-Techniken gab (in dem von Carpenter gefahrenen Mietwagen wurden Blutspuren entdeckt).
In dem Film Auto Focus erzählt Paul Schrader nach dem Sachbuch The Murder of Bob Crane von Robert Graysmith Cranes Werdegang von einem moralischen, christlichen Familienmann zu einem Sexsüchtigen, der sein ganzes Leben verspielt hat. Verkörpert wurde Crane dabei von Greg Kinnear.

## Filmografie (Auswahl)
- 1953, 1961: General Electric Theater (Fernsehserie, 2 Folgen)
- 1954: Disneyland (Fernsehserie, Folge 22x15)
- 1961: Unglaubliche Geschichten (Amazing Stories, Fernsehserie, 1 Folge)
- 1961: Rückkehr nach Peyton Place (Return to Peyton Place)
- 1961: Die Menschenfalle (Man-Trap)
- 1962: The Dick Van Dyke Show (Fernsehserie, Folge 2x14)
- 1963–1965: Mutter ist die Allerbeste (The Donna Reed Show, Fernsehserie, 62 Folgen)
- 1963: Alfred Hitchcock zeigt (Alfred Hitchcock Presents The Alfred Hitchcock Hour, Fernsehserie, Folge 1x15)
- 1965–1971: Ein Käfig voller Helden (Hogan’s Heroes, Fernsehserie, 168 Folgen)
- 1968: The Wicked Dreams of Paula Schultz
- 1969: Arsenic and Old Lace (Fernsehfilm)
- 1973: Superdad – Papa ist der Größte (Superdad)
- 1974: Make-up und Pistolen (Police Woman, Fernsehserie, Folge 1x10)
- 1975: The Bob Crane Show (Fernsehserie, 14 Folgen)
- 1976: Spencers Piloten (Spencer's Pilots, Fernsehserie, Folge 1x07)
- 1977: Quincy (Quincy, M. E., Fernsehserie, Folge 2x07)
- 1977: The Hardy Boys/Nancy Drew Mysteries (Fernsehserie, Folge 1x08)
- 1978: Love Boat (The Love Boat, Fernsehserie, Folge 1x13)